# Piper ulceratum
Piper ulceratum är en pepparväxtart som beskrevs av William Trelease. Piper ulceratum ingår i släktet Piper och familjen pepparväxter. Utöver nominatformen finns också underarten P. u. angustifolium.